# Jerome Travers

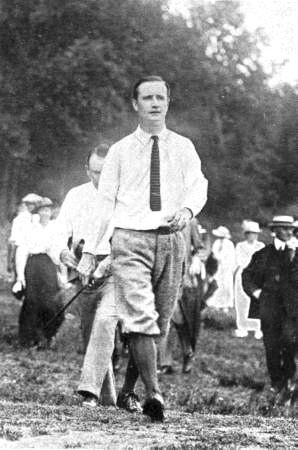
US Open 1915

Jerome (Jerry) Travers (New York, 19 mei 1887 - 29 maart 1951) was een beroemd amateurgolfer voor de Eerste Wereldoorlog. 
Jerry Travers won onder andere vier keer het Amerikaans Amateurkampioenschap, dat toen nog als een Major telde, en hij was de tweede amateur ooit die het US Open won. Hij heeft daarna nooit meer meegedaan.
Jerry Travers was vooral een uitstekend matchplay-speler, maar won zelden een strokeplay-toernooi. Hij werd door zijn collegae ook de beste putter van zijn tijd genoemd. 
In 1976 werd hij toegevoegd aan de World Golf Hall of Fame.

## Gewonnen
- 1904: Nassau Invitational
- 1906: Metropolitan Amateur, Eastern Scholastic
- 1907: US Amateur Championship, Metropolitan Amateur, New Jersey Amateur
- 1908: US Amateur Championship, New Jersey Amateur, Morris County Invitation Tournament
- 1911: Metropolitan Amateur, New Jersey Amateur
- 1912: US Amateur Championship, Metropolitan Amateur
- 1913: US Amateur Championship, Metropolitan Amateur, New Jersey Amateur
- 1914: Prince of Wales Medal
- 1915: US Open op de Baltusrol Golf Club

Na de oorlog werd hij teachingprofessional en speelde hij demonstratietoernooien.